# Mirsk (gmina)
Mirsk est une gmina mixte du powiat de Lwówek Śląski, Basse-Silésie, dans le sud-ouest de la Pologne, sur la frontière avec la République tchèque. Son siège est la ville de Mirsk, qui se situe environ 22 km au sud-ouest de Lwówek Śląski, et 118 km à l'ouest de la capitale régionale Wrocław.
La gmina couvre une superficie de 186,57 km2 pour une population de 9 098 habitants.

## Géographie
La gmina est bordée par les villes de Szczyrk, Wisła et Żywiec, et les gminy de Buczkowice, Łodygowice et Radziechowy-Wieprz.